# Daniel Masur
Daniel Masur (ur. 6 listopada 1994 w Bückeburgu) – niemiecki tenisista, reprezentant kraju w Pucharze Davisa.

## Kariera tenisowa
W 2021 roku podczas Wimbledonu zadebiutował w turnieju wielkoszlemowym w grze pojedynczej. Po wygraniu trzech meczów w kwalifikacjach odpadł w pierwszej rundzie, przegrywając z Kwonem Soonem-woo.
W karierze zwyciężył w dwóch singlowych oraz dziewięciu deblowych turniejach cyklu ATP Challenger Tour. Ponadto wygrał osiem singlowych i dziewięć deblowych turniejów rangi ITF.
W rankingu gry pojedynczej najwyżej był na 176. miejscu (7 marca 2022), a w klasyfikacji gry podwójnej na 156. pozycji (8 sierpnia 2022).

### Zwycięstwa w turniejach rangi ATP Challenger Tour

#### Gra pojedyncza
| Końcowy wynik | Nr | Data             | Turniej  | Nawierzchnia    | Przeciwnik         | Wynik finału     |
| ------------- | -- | ---------------- | -------- | --------------- | ------------------ | ---------------- |
| Zwycięzca     | 1. | 21 marca 2021    | Biella   | Twarda (hala)   | Matthias Bachinger | 6:3, 6:7(8), 7:5 |
| Zwycięzca     | 2. | 7 listopada 2021 | Eckental | Dywanowa (hala) | Maxime Cressy      | 6:4, 6:4         |

#### Gra podwójna
| Końcowy wynik | Nr | Data              | Turniej             | Nawierzchnia  | Partner            | Przeciwnicy                                 | Wynik finału      |
| ------------- | -- | ----------------- | ------------------- | ------------- | ------------------ | ------------------------------------------- | ----------------- |
| Zwycięzca     | 1. | 11 września 2016  | Alphen aan den Rijn | Ceglana       | Jan-Lennard Struff | Robin Haase Boy Westerhof                   | 6:4, 6:1          |
| Zwycięzca     | 2. | 13 listopada 2016 | Kobe                | Twarda (hala) | Ante Pavić         | Jeevan Nedunchezhiyan Christopher Rungkat   | 4:6, 6:3, 10–6    |
| Zwycięzca     | 3. | 22 września 2019  | Glasgow             | Twarda (hala) | Ruben Bemelmans    | Jamie Murray John-Patrick Smith             | 4:6, 6:3, 10–8    |
| Zwycięzca     | 4. | 24 listopada 2019 | Maia                | Ceglana       | Andre Begemann     | Guillermo García-López David Vega Hernández | 7:6(2), 6:4       |
| Zwycięzca     | 5. | 7 lutego 2021     | Quimper             | Twarda (hala) | Ruben Bemelmans    | Brandon Nakashima Hunter Reese              | 6:2, 6:1          |
| Zwycięzca     | 6. | 26 września 2021  | Biel/Bienne         | Twarda (hala) | Ruben Bemelmans    | Marc-Andrea Hüsler Dominic Stricker         | walkower          |
| Zwycięzca     | 7. | 8 stycznia 2022   | Bendigo             | Twarda        | Ruben Bemelmans    | Enzo Couacaud Blaž Rola                     | 7:6(2), 6:4       |
| Zwycięzca     | 8. | 5 marca 2022      | Turyn               | Twarda (hala) | Ruben Bemelmans    | Sander Arends David Pel                     | 3:6, 6:3, 10–8    |
| Zwycięzca     | 9. | 2 kwietnia 2022   | Lugano              | Twarda (hala) | Ruben Bemelmans    | Jérôme Kym Leandro Riedi                    | 6:4, 6:7(5), 10–7 |